# Coimbra (Sé Nova, Santa Cruz, Almedina e São Bartolomeu)
Coimbra (Sé Nova, Santa Cruz, Almedina e São Bartolomeu) (oficialmente: União das Freguesias de Coimbra (Sé Nova, Santa Cruz, Almedina e São Bartolomeu)) é uma freguesia portuguesa do município de Coimbra, com 8,33 km² de área e 13 880 habitantes (censo de 2021). A sua densidade populacional é 1 666,3 hab./km².

## História
Foi constituída em 2013, no âmbito de uma reforma administrativa nacional, pela agregação das antigas freguesias de Sé Nova, Santa Cruz, Almedina e São Bartolomeu e tem a sede em Sé Nova.

## Demografia
A população registada nos censos foi:
| Distribuição da População por Grupos Etários | Distribuição da População por Grupos Etários | Distribuição da População por Grupos Etários | Distribuição da População por Grupos Etários | Distribuição da População por Grupos Etários | Distribuição da População por Grupos Etários |
| -------------------------------------------- | -------------------------------------------- | -------------------------------------------- | -------------------------------------------- | -------------------------------------------- | -------------------------------------------- |
| Antes da agregação                           |                                              |                                              |                                              |                                              |                                              |
| Ano                                          | 0-14 anos                                    | 15-24 anos                                   | 25-64 anos                                   | >= 65 anos                                   | Total                                        |
| 2001                                         | 1914                                         | 2663                                         | 8982                                         | 3979                                         | 17538                                        |
| 2011                                         | 1323                                         | 1409                                         | 7573                                         | 3666                                         | 13971                                        |
| Após a agregação                             |                                              |                                              |                                              |                                              |                                              |
| Ano                                          | 0-14 anos                                    | 15-24 anos                                   | 25-64 anos                                   | >= 65 anos                                   | Total                                        |
| 2021                                         | 1350                                         | 1481                                         | 7497                                         | 3552                                         | 13880                                        |

## Sede e Delegações da Junta de Freguesia
- Sede (Sé Nova) - Bairro Sousa Pinto, 37
- Delegação de Santa Cruz - Rua Padre Estêvão Cabral, 79
- Delegação de Almedina - Rua Fernandes Tomás, 86
- Delegação de São Bartolomeu - Avenida Fernão de Magalhães, 63